# 張楚翹
張楚翹（英語：Cheung Cho Kiu，1990年12月18日—），香港填詞人。其作品包括JC《說散就散》、黎明《我可以忘記你》、Twins《失約》、衛蘭《You Go I Go》等。其作品《說散就散》獲得CASH最廣泛演出數碼歌曲金帆獎，並登上2018年IFPI全球十大最暢銷數字金曲第7位，成為歴史性首次登上此榜之華語歌曲；《別為我好》獲得《第43屆十大中文金曲》十大中文金曲獎。現擔任伯樂音樂學院填詞系導師。

## 生平
畢業於天主教普照中學（2007年中五）及香港知專設計學院。因閱讀著名填詞人林夕著寫的《原來你非不快樂》一書，啟發了張楚翹對廣東歌詞的熱愛，隨著興趣越添濃厚，為使填詞技巧得以提升，並跟隨她所崇拜的林夕學習，她於2011年報讀伯樂音樂學院舉辦的《粵語填詞證書課程》，後成為合約填詞人及伯樂音樂學院填詞課程導師。
張楚翹第一首個人作品於2012年面世，2013年獲准加入香港作曲家及作詞家協會，曾演繹其作品的歌手包括黎明、莫文蔚、張敬軒、陳慧琳、林峯、Twins、衛蘭、許靖韻、陳小春、袁婭維、沈震軒、洪卓立等。

## 作品列表

### 2025年
| |
| - 王ADEN - 完美劇本 - 高暉LK - i人の戀愛哲學 - 林彥言 - 做自己的光（與林鉫徫合填） - 吳若希 - 感激跟你能夠遇見 - 余浩斌 - 不抱歉的練習 - 連詩雅 - 人生使用說明 |

### 2024年
| |
| - JC - 日光 - DI CODAR - NO NO - 李姬雪 - 致在途上的我們 - 高暉LK - 愛但為何...? - Rosanne Wong - 帥起來 ARE YOU GONNA SHOW - 潘靜文 - 傷魚座 - ZolarWind - 回憶修煉場 - VIVA - Topic Killa - 姚焯菲、鍾柔美、詹天文 - CYA（與林君蓮合填） - 張光宇 - 蕩失路 - 谷婭溦 - 一級保護動物 - 許靖韻 - 作賤 - TWINKLE - 超感官之旅 - 孫漢霖 - 遇感 - 許靖韻、洪卓立 - 作賤。矛盾 |

### 2023年
| |
| - 陳慧琳 - 風眼 - 賀三 - 愛誰都一樣 - 甄采浠 - 沒意思 - 景菲菲 - 寵愛 - 炎明熹 - 戀愛這命題 - Adrian T. - 宇宙之約 - 劉芷君 - 浪漫候群症 - 伍富橋 - 和你有些 - 王唯希 - 多巴胺 - 施匡翹 - Savasana - 蔡愷穎 - 好感的定義 - 何晉樂 - 深感榮幸 - 彭晉 - 異形 |

### 2022年
| |
| - 許靖韻 - 最黑暗的光 - 白冰 - 說晚安的人 - 胡學軒 - 如果可以（粵語版） - 胡學軒 - 晴空 - 王錚亮 - 尚有一個人 - 高暉LK - 柏拉圖式早餐 - 姚焯菲、鍾柔美、冼靖峰、張馳豪 - 青春作風 - After Class - Not Givin' Up（與林君蓮、TonYnoT合填） - 許靖韻 - 我喜歡的你 |

### 2021年
| |
| - 張敬軒 - 懷舊情人 - Gen Neo - Bye - 藍 - 早班車 - Twins - 小小女人 - 許靖韻 - 情歌之後 - 許靖韻 - I'm sorry - 林峯 - 唱情歌的人 - 王俊凱、謝霆鋒、蕭敬騰 ‬- 保重 - Amber Liu - Neon（國語版） - 李治廷 - 我想告訴你（電影《合法伴侶》主題曲） - ZolarWind 2.0 ‬- 馬騮戲（與林冠廷合填） - Sunnee - 因為懂得 - 湯寶如 - 錯得起 - 馬思惠 - 寵壞 |

### 2020年
| |
| - 許靖韻 - 別為我好 - 許靖韻、林奕匡 - 別為我好（我未夠好版） - 許靖韻 - 代罪羔羊 - 許靖韻 - 我們都錯 - 許靖韻 - 謝謝對不起 - 謝文欣 - 偶像傳奇 - 謝文欣 - 不痛不快 - 謝文欣 - 沉船 - 洪卓立 - 無他 - 廖貝瑩 - 許願池 - 海俊傑、李施嬅 - 二次緣 - 溫碧霞 - Make You Smile - ZolarWind 2.0 - 拳手（與林冠廷合填） - 李靖筠 - 高攀愛（與葉念琛合填） - 李靖筠 陳家樂 - 高攀愛合唱版（與葉念琛合填） - 馬思惠 - 一時一樣 - JC - 一對替代一個 - 張敬軒 - 見或不見 |

### 2019年
| |
| - 莫文蔚 - 只是不夠愛 - JC - 我可以忘記你 - JC - 說散不散 - 袁婭維 - 不虧不欠 - 許靖韻 - 原來我們都一樣 - 許靖韻 - 沒完沒了 - 梁紫丹 - 入戲 - 宋樂謙 - 最佳製作 - Amber Liu - Curiosity - Gen Neo - Over You - 鄭偉傑 - 你願意嗎 |

### 2018年
| |
| - JC - 別𠱁我 - 劉憲華 - Monster (Chinese Ver.) - Gen Neo - 從今以後 - MFM - Show Time - 王子建 - 一起長大 |

### 2017年
| |
| - JC - 現任朋友 - 袁婭維 - 說散就散 - 沙漠兄弟ft. 田羽生 - 说散就散（嘻哈版） - Twins - 失約 - 簡淑兒 - 我不是女神 - Gen Neo - Come With Me - Gen Neo - 陌生朋友 - Gen Neo - 後退 - 宋波濤（Bobo）- 與愛無關 - 1n1 Sisters - 小戀愛 - 1n1 Sisters - I Will Be Okay |

### 2016年
| |
| - JC - 說散就散 - 劉憲華 - 不再是孩子 - 劉憲華 - 有我不怕 - 岑日珈 - 不要說再見 - 羅嘉豪、AJ、祖絲 - Let's Get It On（與羅嘉豪合填） - 羅嘉豪、AJ、祖絲 - 嬲 |

### 2015年
| |
| - 李治廷 - Goda Goda（與李治廷合填） - 少女標本 - 失戀咒 - N-SONIC - Going Going（國語版） - 李河璘 - 不可理喻 - 李河璘 - 點算 - 詹瑞文 - 舞大舞細（與詹瑞文、伍樂城、關栩溢合填） - 香港啟德工商業聯合會會歌 - 伴你啟航 - 荃灣港安醫院發展委員會會歌 - 港安之光 - 香港島各界義工團會歌 - 一家人 |

### 2014年
| |
| - 沈震軒 - 換個他 - 何雁詩 - I Don't Care - JW - Could u be my friend - 衛蘭 - 自首 - 鄒文正 - 愛不要曖昧 - 鄒文正 - 打個招呼 - 李治廷 - 睡薔薇 - 李治廷 - 以苦為樂 - 李治廷 - 飛 |

### 2013年
| |
| - 黎明 - 我可以忘記你 - 陳小春 - 愛的相反 - 衛蘭 - You Go I Go - 李治廷 - 不可思議 - AOA - 長頭髮 - AOA - 一直在眼前 - 周美欣 - 下一個 - 張子 - 1880 （與伍樂城合填） - AOA - 發熱線（與謝天智、伍樂城合填） - 吳若希、胡鴻鈞 - 救救我 （與曾紀諾合填） - 蔚雨芯 - 複製人 - 沈震軒 - 講多變真 （與希瑩合填） - 鄒文正 - 糟蹋 - 鄒文正 - 最後警告 - 海洋公園 - 魚仔陪住你 |

### 2012年
| |
| - 陳偉霆 - 有借有還（與伍樂城合填） - 鍾一憲 - 糖黐豆 （與謝天智、伍樂城合填） - 鍾一憲、麥貝夷 - 自作孽 - AOA - 我主場（與曾紀諾、伍樂城合填） - AOA - 微笑的難過 - AOA - 終於哭出來 - AOA、鄒文正 - 紅茶或咖啡 - 龍小菌 - 暗算（與龍小菌合填） - 鍾一憲、麥貝夷 - 犯眾憎（與謝天智，曾紀諾合填） - 鄒文正 - 非人生活 - 伯樂合唱團 - 為善我有你 - 伯樂合唱團 - 邁向千載因有愛 - 伯樂合唱團 - 攜手風雨間 |

## 外部連結
- 張楚翹在互联网电影资料库（IMDb）上的資料（英文）